# الهجر (شبوة)
الهجر هي إحدى قرى الجمهورية اليمنية. تتبع جغرافيا لمحافظة شبوة و إداريًا لمديرية مرخة السفلى. يبلغ تعداد سكانها 1663 نسمة حسب الإحصاء الذي جرى عام 2004.